# Museo della cultura rom (Brno)
Il Museo della cultura rom è un'istituzione dedicata alla storia e alla cultura del popolo rom (I rom sono uno dei principali gruppi etnici della popolazione e relativa lingua "romaní", conosciuti anche come "gitani" o "zingari", anticamente originaria dell'India del nord). Si trova a Brno, nella Repubblica Ceca.

## Storia
Il museo è stato fondato nel 1992 da intellettuali rom cechi, guidati da Jana Horváthová, nel periodo di libertà che seguì la Rivoluzione di velluto in Cecoslovacchia . Durante i suoi primi anni, la sua sede si spostò da un luogo all'altro e l'istituzione ha lottato con problemi finanziari. Nel dicembre 2000, si è trasferito nell'attuale edificio in via Bratislavská a Brno, che è il centro della comunità rom locale. Il museo è ora finanziato dal bilancio statale.
Il 1º dicembre 2005 è stata aperta la prima mostra permanente.

## Mostre
La mostra permanente copre 6 sale con una superficie di 326 m². È dedicata alla vita, alla cultura e agli eventi importanti dei rom durante la loro migrazione dall'India fino ai giorni nostri, con enfasi sulla situazione nelle terre ceche durante il periodo 1945-1989.
Mostre temporanee, principalmente arte e fotografia, vengono create di volta in volta.
Oltre alle mostre, il museo è anche un luogo di ricerca sui rom nell'Europa centrale. Con una biblioteca pubblica, gli studenti e altre persone interessate hanno la possibilità di scegliere tra più di 3.000 pubblicazioni (libri, riviste, CD). Il museo organizza conferenze, concerti, dibattiti di panel e corsi di lingua rom per il pubblico e i professionisti. Nel pomeriggio il club è aperto ai bambini rom del quartiere.

## Biblioteca
Le fonti della biblioteca includono importanti articoli di ricerca e stampe, letteratura rom, articoli di notizie in ceco e slovacco (riguardanti i rom), articoli di notizie sui rom in lingue straniere, panoramica delle legislazioni, discussioni stampate e dibattiti.